# Італійська кухня

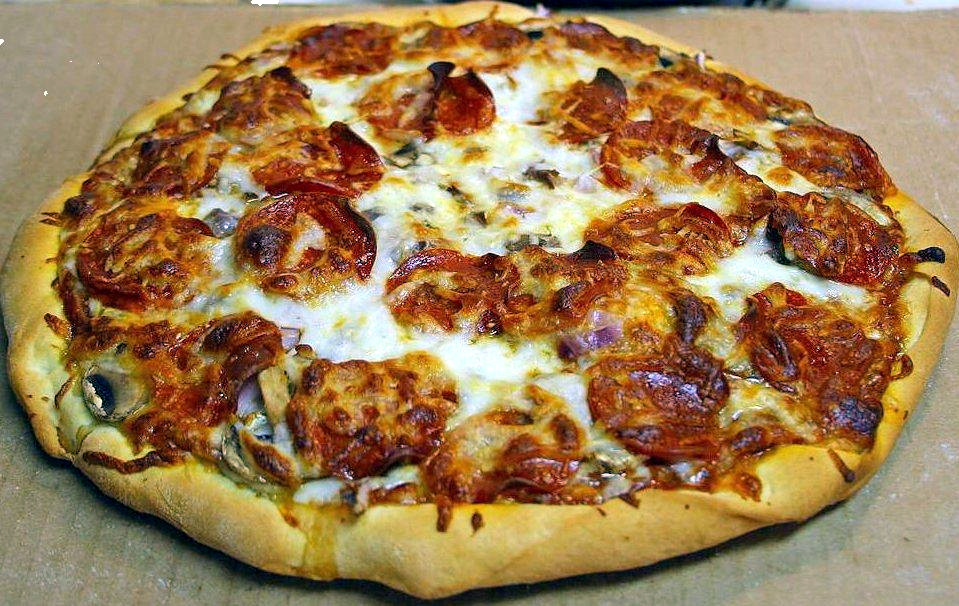
Піца пепероні

Італійська кухня (італ. Cucina italiana) — національна кухня італійського народу, що є також кухнею народів Італії.

## Супи
Суп не є винаходом італійців, однак слово узяте в них. Суп італійською означає щось розм'якшене, те, що п'ють. Але у XVI столітті в Італії не знали супу. П'ятсот років тому один із римських кухарів розповів про готування страви, що її він називав супом:
У горщик я кладу окіст, два фунти яловичого м'яса, один фунт телятини, молоде курча і молодого голуба. Після того як вода закипить, я додаю спеції, зелень і овочі. Мій пан міг їсти цю страву шість тижнів поспіль.

## М'ясо і риба

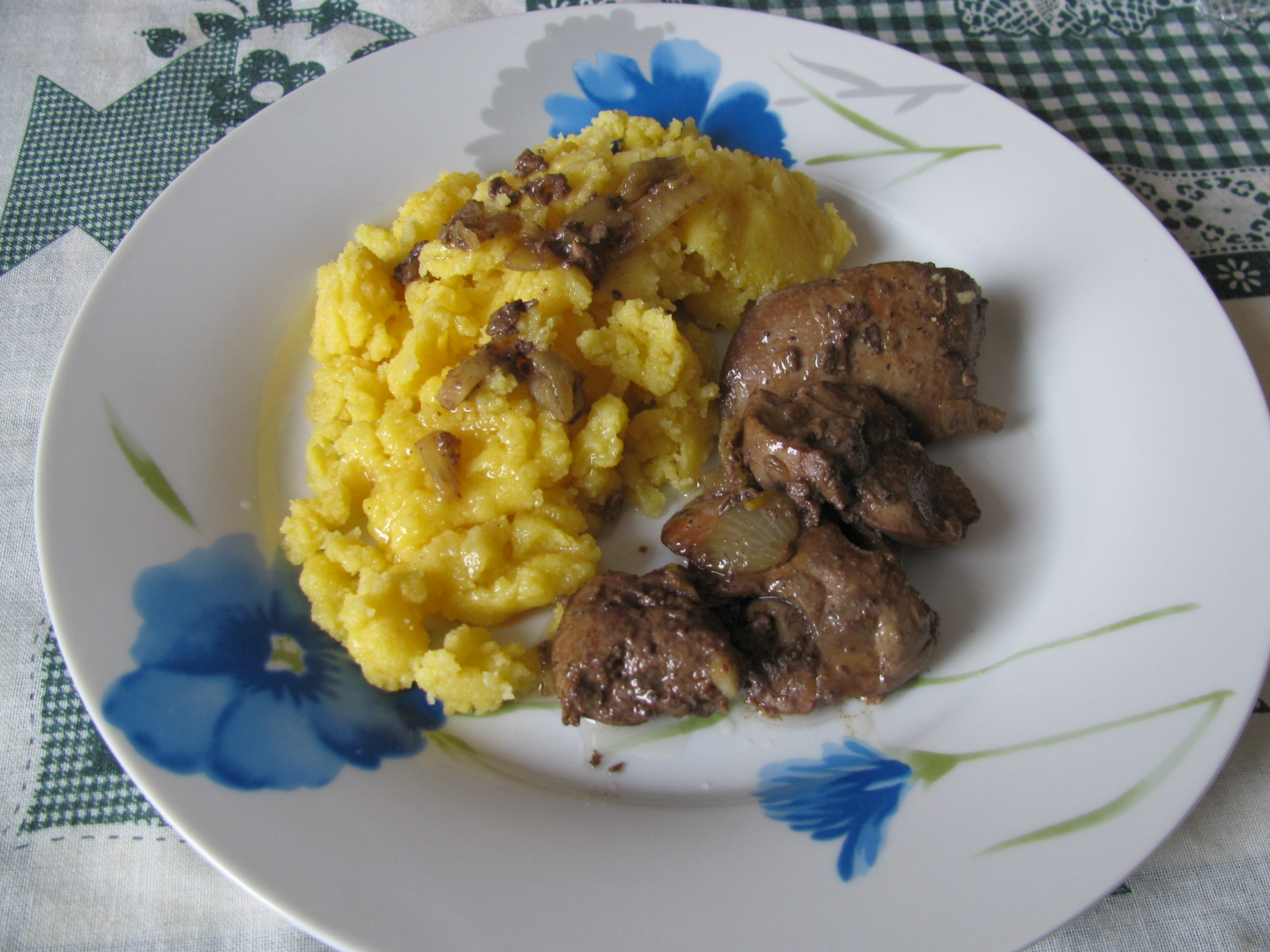
Полента з печінкою Polenta con fegatelli

Ще від античних часів в італійській кухні залишилася страва з вівці, молочного поросяти чи козеняти — грудинка з полентою (італ. Abbacchio al Cacciatore). Типово римськими стравами є, наприклад, теляче філе із шинкою і шавлією (італ. Saltimbocca alla Romana) та приготований з великою кількістю селери бичачий хвіст (італ. Coda alla Vaccinara). Багато зі збережених досьогодні страв говорять про те, що за середньовіччя основною вимогою була дешевизна інгредієнтів. Саме такими є тушкований у вині з овочами телячий потрух (італ. Rigatoni con la Pajata) та квасоля зі шпиком (італ. Fagioli con le cotiche).

## Овочі
З часів стародавніх римлян італійці вживають спаржу. Дика спаржа росте по всій території Італії (з березня по травень), існують також гірські сорти — у Ломбардії та Фріулі.
Помідори входять до складу більшості італійських салатів і гарячих страв. Гордість італійської кухні — томатний соус сальса ді помідоро.

## Гарніри

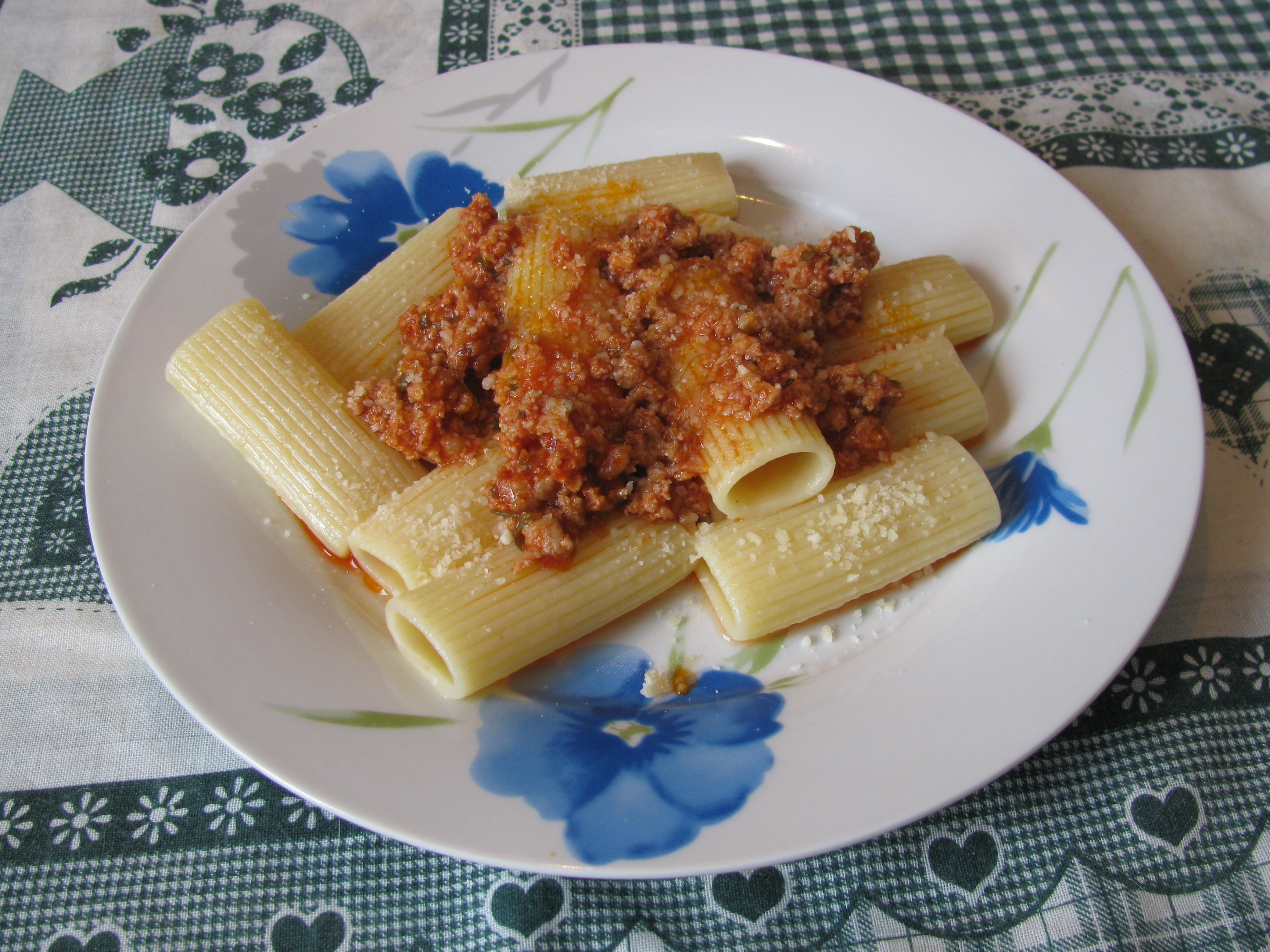
Макарони rigatonni con ragu alla napolitana

Говорячи про італійську кухню не можна не згадати про макарони, що мають ще давньоримські корені. Популярна легенда про те, що макарони привіз із собою з Китаю Марко Поло, насправді є штучно створеною 1929 року задля просування продукту в США. У літературі макарони вперше згадуються в «Декамероні» Боккаччо. Деякі стверджують, що назву макаронам дав якийсь кардинал, що, побачивши їх уперше на своєму столі, викликнув: «О, ма кароні!» — що означає «О, як мило!». Інші заперечують — говорять, що стародавні греки, зустрічаючи що-небудь особливе, що їм дуже подобалося в південних містах Італії, називали словом maccherone.
А популярні в італійців равіолі — цілком можливо запозичені з Китаю. Равіолі — це невеликі квадратні вареники з гострою начинкою, причому не обов'язково м'ясною, а часто сирною. Макарони й равіолі подають з томатним соусом і тертим сиром.
Ризото — одна з найпопулярніших італійських страв. Стародавні римляни були знайомі з рисом, але вони не їли його, а використовували для виготовлення кремів й одержання лікувальних відварів. Рис в Італії був вперше офіційно згаданий у документі XV століття в Мілані, у листі Джангалеццо Вісконті, герцога Міланського. У XVI столітті Мілан був оточений рисовими полями з їхніми типовими каналами, що блищали на сонці. Ризото, зазвичай із шафраном, було винайдено в Мілані, але тепер воно популярне по всій Ломбардії.
Грисині — традиційні італійські хлібні палички, зазвичай невеликі за розміром, трохи товстіші за олівець або ручку.

## Закуски
Особлива роль в італійській кухні приділяється закускам — антіпасто. Цим італійці зобов'язані католицькій церкві в особі ватиканського бібліотекаря Бартоломео Саккі. У виданому 1475 року тогочасному бестселері — праці «Про щиру радість і гарне самопочуття» він рекомендував римлянам усупереч традиції починати будь-яку трапезу з фруктів. Результатом цих оздоровчих кулінарних пошуків став дещо компромісний, але розкішний варіант: закуска зі шматочків окісту з динею, інжиром чи персиками.

## Молочні продукти

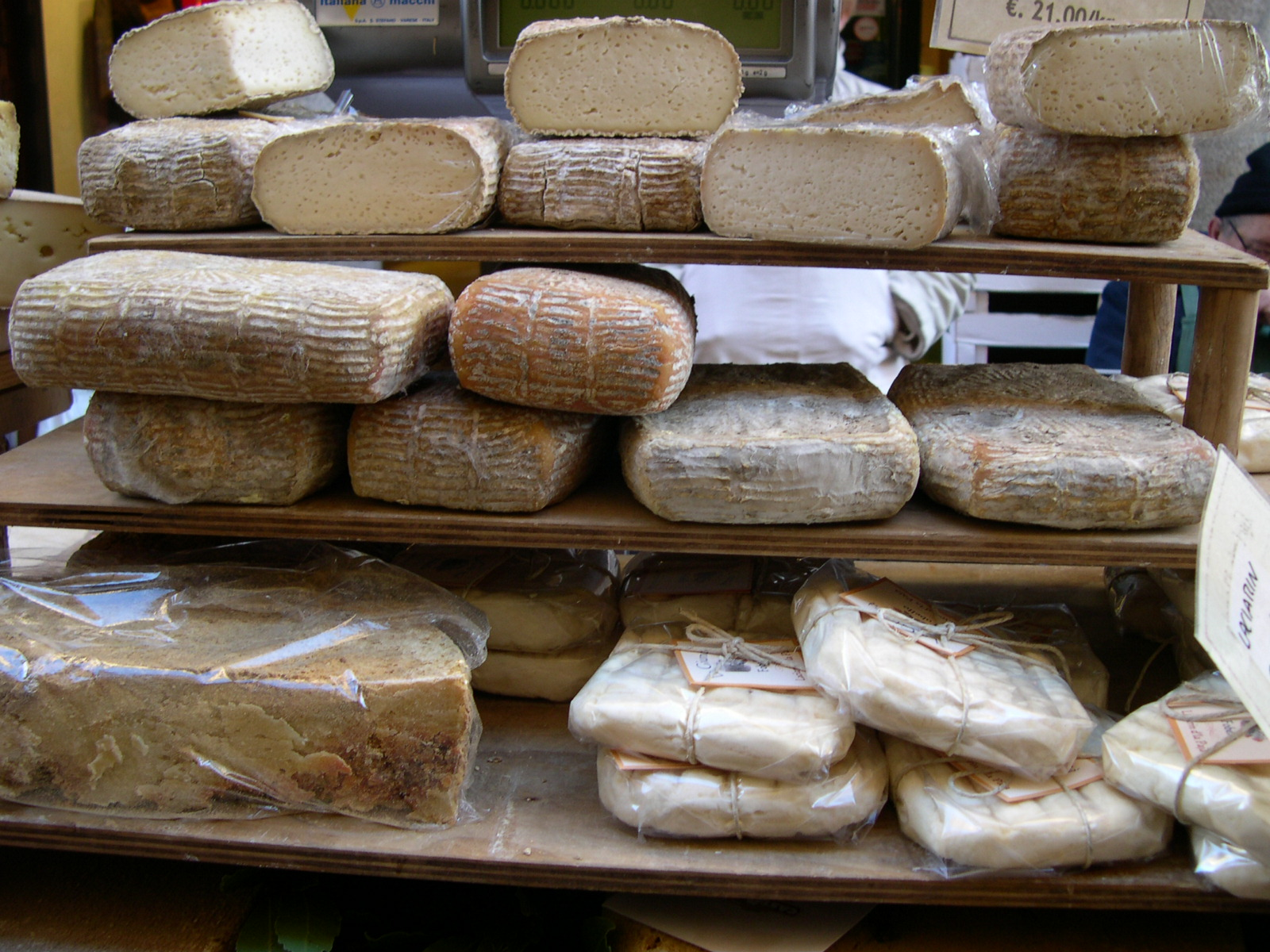
Італійські сири на ринку у Варезе

Італійські сири — неодмінний елемент італійської трапези. В Італії виробляється близько 400 сортів сиру, найпопулярніші — моцарела, горгонцола і пармезан. Але саме твердий ароматний пармезан, тертий чи нарізаний дрібними шматочками, додає пікантність більшості італійських страв.
Моцарела — м'який сир із молока буйволиць — складова практично кожної класичної піци, і саме він входить до складу салату капрезе — з помідорами і базиліком.
Горгонцола одержала свою назву від назви селища поблизу Мілана. Його роблять з коров'ячого молока, де навмисно культивують плісняву.
Твердий сир пармезан роблять в околицях Парми, у Реджо-Емілії, Мантуї, Болоньї та Модені. Пармезан вживають «свіжим» (fresco), «зрілим» (до 18 місяців), і «старим» (vecchio, зрілість до 2 років).
Сир рикота підходить для пасти, омлетів та десертів.

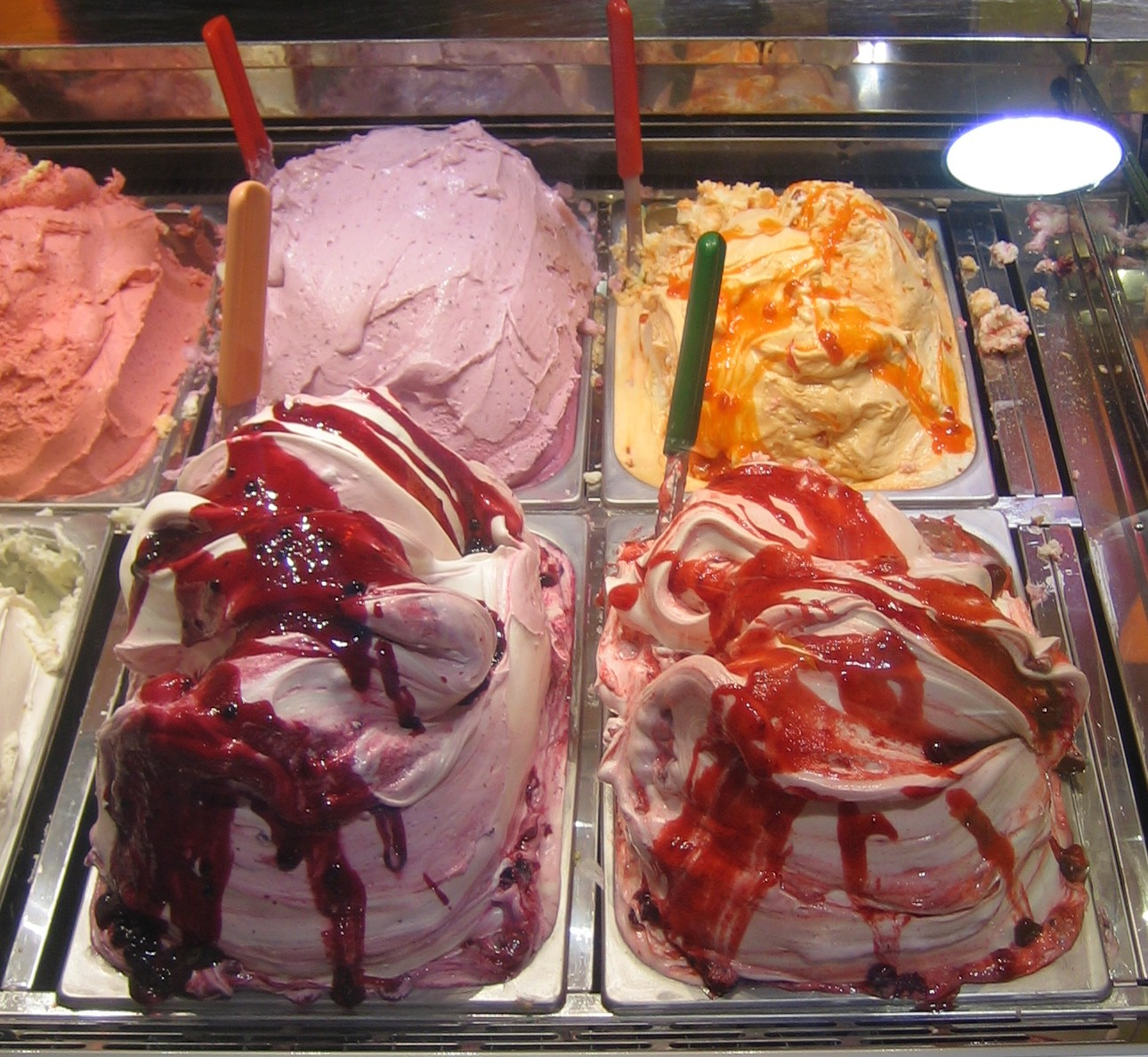
Італійське морозиво

Вважається, що морозиво винайшов у XV столітті флорентійський архітектор Бернардо Буонталенті. І зараз в Італії існують сотні різновидів морозива — від фруктового щербета до часникового морозива чи морозива зі смаком сиру пармезан. Останні подаються як антипасті. Тому прийом їжі може початися з морозива і ним же й закінчитися.

## Десерт
Італійці дуже полюбляють вищезгадане морозиво, якого існує безліч видів.
Інші десерти:
- Панетоне — крутий кекс із дріжджового тіста, що печеться в циліндричній формі.
- Тирамісу — десерт з кремом «маскарпоне» та какао.
- Касата

## Вина
Перші винокурні з'явилися на Апеннінському півострові 3000 років тому.
«Молоко Венери» — міцний 30-градусний напій білого кольору з тонким ароматом меду і трав. За легендою, його рецепт зберігається в таємниці з першого століття до н. е., коли його підносили подорожанам у храмі Венери Ериційської.
«Ігристе вино натурального шумування зовсім не є винаходом французького ченця Дома Периньйона, а стародавніх римлян, причому зробили вони це понад дві тисячі років тому. А знаменитий французький чернець просто ніколи не існував» — вважає Маріо Фрегоні — президентом національного комітету вин DOC та доцент італійського католицького університету міста Пьяченци. Ґрунтуючись на своїх останніх дослідженнях, вчений заявив, що найдавніші римляни були відкривачами натуральних ігристих вин з додаванням сусла чи інших цукристих речовин. До того ж вони робили і вживали шипучі вина у великій кількості.